# Combattimento fra giganti
Combattimento fra giganti è una serie di videogiochi prodotti dalla Ubisoft per le console delle Nintendo. La serie è stata nominata in America Battle of Giants, fino al 2011, quando è stato distribuito Combattimento fra giganti: Dinosauri 3D.

## Serie principale
1. Combattimento fra giganti: Dinosauri: il giocatore sceglie un dinosauro per difendere il suo territorio.
2. Combattimento fra giganti: Scontri fra dinosauri: il giocatore potrà scegliere un dinosauro giocando nella prima console in casa ospitante i videogiochi della serie.
3. Combattimento fra giganti: Dinosauri 3D: come nel primo videogioco per dinosauri della serie, solo che si giocherà in 3D senza bisogno degli occhiali speciali.
4. Combattimento fra giganti: Dragons: il giocatore impersona un drago per difendere il proprio territorio. Combattimento fra giganti: Dragons Bronze Edition è una versione mini del gioco.
5. Combattimento fra giganti: Insetti mutanti: il giocatore veste i panni di un insetto mutante.
6. Combattimento fra giganti: Insetti mutanti - La vendetta: come nel gioco precedente, in un sequel diretto.